# Ongepaard elektron

Periodiek systeem met gekleurde elementen als ze ongepaarde elektronen hebben

Een ongepaard elektron is een elektron dat binnen een orbitaal niet tot een elektronenpaar behoort. Het elektron gaat daardoor gemakkelijk een chemische reactie aan. Een radicaal, ook dikwijls vrije radicaal genoemd, is een molecuul of atoom dat al dan niet geladen is, met één of meer ongepaarde elektronen.
Bijvoorbeeld moleculen in een organische verbinding met daarin een ongepaard elektron zijn sterk reactief. Ze bestaan daardoor zeer kort maar zijn verantwoordelijk voor een groot aantal belangrijke reacties.
Er zijn echter ook moleculen die stabieler zijn. Een voorbeeld is het zuurstofmolecuul of NO. Elementen uit de d- en f-reeksen hebben ook vaak ongepaarde elektronen. Vooral ongepaarde f-elektronen zijn niet erg reactief. Omdat volgens de regel van Hund de spins van ongepaarde elektronen zich parallel richten kan dit tot interessante magnetische eigenschappen leiden. Atomen en ionen van Gadolinium hebben zeven ongepaarde elektronen.